# Александра Јовићевић
Александра Јовићевић била је редовни професор на Факултету драмских уметности у Београду, професор на докторским студијама при Универзитету уметности у Београду и професор Универзитета Ла Сапијенца у Риму где ради и данас. Била је помоћник министра културе у владама Зорана Ђинђића и Зорана Живковића.

## Биографија
Александра Јовићевић је дипломирала драматургију на Факултету драмских уметности у Београду, а звање мастера и доктора наука стекла је у Њујорку, са темом рада Орсон Велс и театар.
Предаје Историју позоришних теорија, Теорије и праксе савременог извођења, као и Естетику и политику извођења.

## Професорски позив
На Факултету драмских уметности, на којем је предавала од 1993. године, стекла је звање редовног професора 2004. године Ту је предавала:
- Историју светске драме и позоришта,
- Позоришну антропологију као и
- Позориште 20. века на последипломским студијама.[1]

На Универзитету Ла Сапијенца у Риму је од 2007. године редован професор Уметности извођења перформанса и гостујући професор Универзитета уметности у Београду где предаје Увод у студије перформанса на Интердисциплинарним докторским студијама.
Као гостујући професор предавала је на универзитетима у Италији, Немачкој и Сједињеним Америчким Државама. 
Од 1997. до 1999. била је директор Института зa пoзoриштe, филм, рaдиo и тeлeвизију на ФДУ.
Координаторка је програма докторских студија Mузике извођења и управница мастер студија Видео едитинга, дигиталног сторителинга и живог извођења на  Универзитету Ла Сапијенца у Риму.
Председава Фондацијом "Драган Клајић" која стипендира студенте уметности и која је установљена 2013. године

## Ауторски и уреднички рад
Александра Јовићевић је објавила велики број стручних текстова у домаћим и међународним часописима, зборницима и књигама. У научном раду се бави Театром 20. века, авангардом и студијама извођења, те је објавила запажене чланке, књиге и есеје на српском, енглеском, италијанском, холандском, пољском и немачком језику.
Заједно са  Аном Вујановић, објавила је књигу: Увод у студије перформанса  (Фабрика књига, 2006). 
Пише чланке и приказе књига за Пешчаник.
Уредник је и приређивач неколико књига и часописа, између осталих и Зборника ФДУ.
Александра Јовићевић је била помоћник министра културе у оквиру културне сарадње између Србије и Италије у влади Зорана Ђинђића и касније Зорана Живковића (2001-2004) и за културну сарадњу с Италијом добила је орден Председника италијанске републике (Ordine Della Stella Della Solidarieta Italiana, titula Commendatore,  2005).